# Ruta 18 (Bolivien)
Die Ruta 18 ist eine Nationalstraße im südamerikanischen Andenstaat Bolivien.

## Streckenführung
Die Straße hat eine Länge von nur 76 Kilometern und durchquert den nordwestlichen Teil des Departamento Pando in Ost-West-Richtung. Die Straße beginnt im Nordosten zwei Kilometer westlich der Ortschaft Villa Rosario als Abzweig von der Fernstraße Ruta 13 zwischen den Städten Cobija und Porvenir. Sie erschließt die fast unbesiedelte Region zwischen der Ruta 13 im Osten und der peruanischen Grenze im Westen, der brasilianischen Grenze im Norden und dem Río Tahuamanu im Süden. Die Ruta 18 endet bei der Ortschaft Extrema, die am Río Tahuamanu an der bolivianisch-peruanischen Grenze liegt.
Die gesamte Strecke der Nationalstraße ist nicht asphaltiert, sie besteht aus Schotter- und Erdpiste und ist zu Zeiten hoher Niederschläge in Teilabschnitten immer wieder unpassierbar.

## Geschichte
Die Ruta 18 ist mit Dekret 25.934 vom 10. Oktober 2000 zum Bestandteil des bolivianischen Nationalstraßennetzes "Red Vial Fundamental" erklärt worden.

## Streckenabschnitte im Departamento Santa Cruz
- km 000: Abzweig von der Ruta 13
- km 002: Villa Rosario
- km 039: Nareuda
- km 076: Extrema